# Flamenco

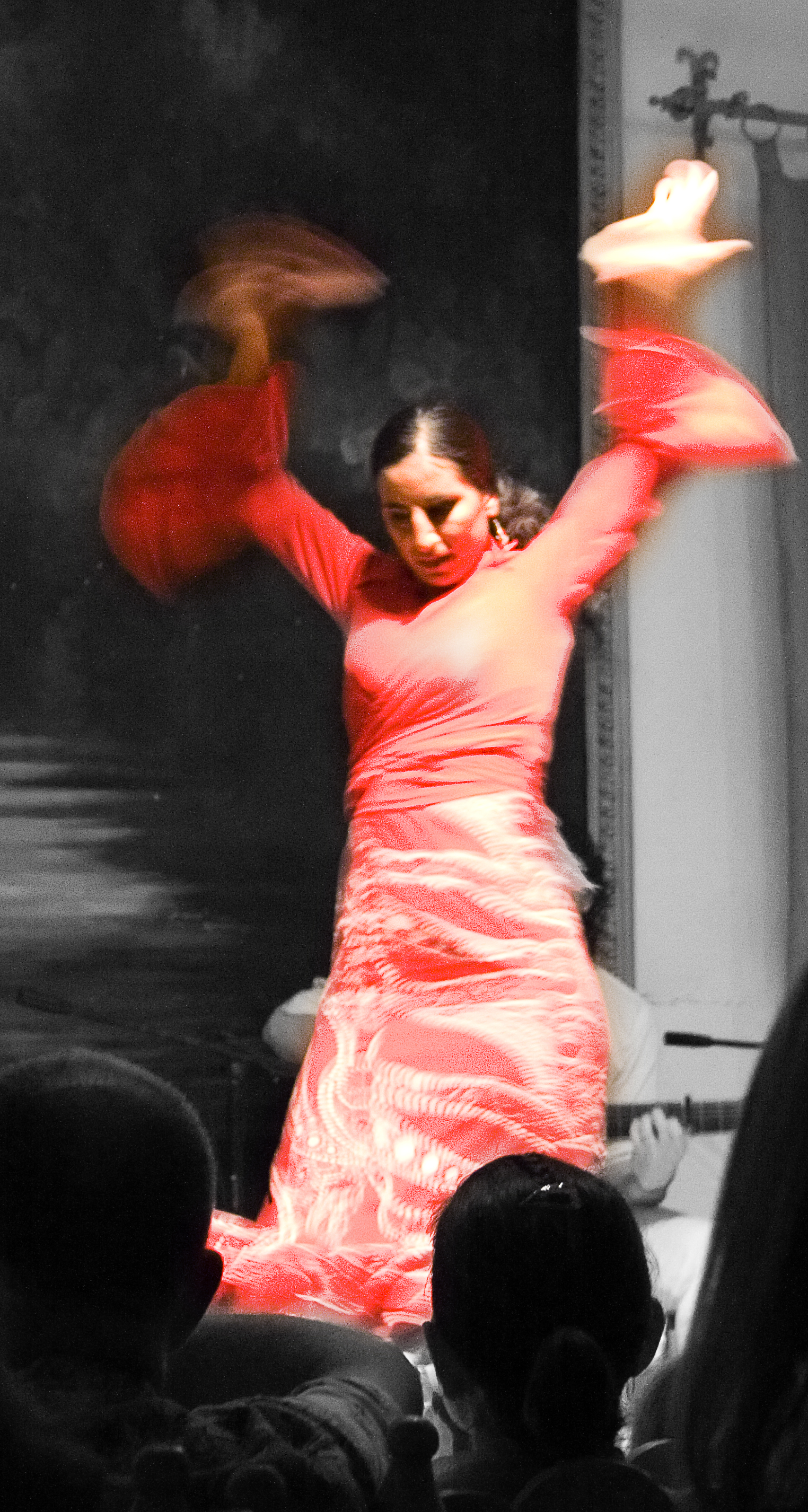
Een flamencodanseres

Flamenco is een muziekgenre en een bijbehorende dans afkomstig uit de zuidelijke provincies van Spanje. Kenmerkend voor deze muziekvorm zijn de soms Arabisch aandoende klanken, de uitbundige muzikale versieringen rondom het thema en het sterke ritme binnen een twaalftelssysteem. De flamenco is een belangrijk onderdeel van de identiteit van tal van Zuid-Spaanse gemeenschappen en groepen, met name van de gitano (Spaanse Romani) gemeenschap, die een essentiële rol heeft gespeeld in het ontstaan en de ontwikkeling ervan.
De muziek van flamenco wordt doorgaans niet genoteerd, maar net als veel andere volksmuziek mondeling en via overlevering aan de volgende generatie doorgegeven. Kenmerkend is dat iedere generatie nieuwe elementen aan de muziek toevoegt. Daarnaast spelen flamencoclubs (peñas) een centrale rol in het behoud en de verspreiding van de traditie.
De basis van de flamenco vormt de cante flamenco, de flamencozang. In de meest basale uitvoering wordt de cante vaak met een ritmisch geklop (al golpe; golpear = kloppen, tikken) begeleid door te kloppen met de knokkels op tafels, te tikken met een stok op de grond (cano roto), door het knippen in de vingers (pitas) of met klappen in de handen (palmas).
De zang wordt meestal begeleid door de Spaanse gitaar en palmas, soms aangevuld door een slaginstrument zoals de udu of (sinds eind jaren 1970) de cajón. Ofschoon cante en baile uiteindelijk door veel klassieke instrumenten als fluit, piano, viool en cello kunnen worden begeleid, blijft dit in de praktijk meestal de flamencogitaar. Cante flamenco kan (ook ritmisch) worden ondersteund door de baile flamenco, de expressief-ingetogen flamenco-dansstijl die zich kenmerkt door krachtige gratie en vaak ingewikkelde handbewegingen en voetenwerk (taconeo).
De flamenco wordt beschouwd als deel van de algemene Spaanse cultuur en is gedurende de tweede helft van de 19e eeuw ontstaan in het gebied dat ongeveer overeenkomt met de regio Andalusië. Ook andere gebieden, in het bijzonder Extremadura, Murcia en Huelva, hebben bijgedragen aan de ontwikkeling van verschillende muzikale subvormen (palos). In de loop van de tijd droegen alle Spaanse regio's uiteindelijk wel hun deel bij aan de ontwikkeling, doch hun aandeel is veel kleiner dan dat van genoemde provincies. Ook uit deze delen van Spanje komen bekende flamenco-artiesten. De flamenco is Spanjes belangrijkste culturele exportproduct.
Flamenco werd in 2010 door de UNESCO erkend als Werelderfgoed.
De (nog jonge) cultuurwetenschappelijke tak die zich met onderzoek naar alles wat met flamenco te maken heeft bezighoudt is de flamencologie.

## Geschiedenis
De directe wortels van de flamenco zijn niet bekend: lange tijd werd deze cultuurvorm mondeling doorgegeven. Tot halverwege de 20e eeuw waren veel Spanjaarden analfabeet en flamenco-artiesten vormden daarop geen uitzondering.
Vanaf ongeveer 1980 werd er vanuit de musicologische, sociologische en de flamencohoek diepgaand onderzoek gepleegd. Over het ontstaan is nog veel onbekend, maar er komen meer en meer feiten boven water. Daardoor raken veel mythen ontkracht, wat voor sommigen enigszins afbreuk doet aan de geromantiseerde visie op flamenco. Een groot probleem is dat er weinig geschreven bronnen zijn. Hierdoor komen historici en geïnteresseerden nogal eens met verklaringen die in eerste instantie plausibel lijken, maar bij nader inzien nogal speculatief blijken. Ze verklaren in feite niets, maar projecteren romantische ideeën op de geschiedenis.

### Historische invloeden
In de ontwikkeling van de flamenco is de geschiedenis van het Iberisch Schiereiland een belangrijke factor. Flamenco werd door de eeuwen heen gevormd uit een diep inwerkend samenspel van Iberische, Fenicische, Keltische, Gotische, Byzantijnse, Islamitische (Moorse), Sefardische, katholiek christelijke en (sinds 1415) Romaniculturen die in Andalusië bestonden vóór, tijdens en na de Reconquista, de herovering van Spanje (door christenen) op de Moren (geïslamiseerde Noord-Afrikaanse (Berber)volken, vooral uit het huidige Marokko en Tunesië). In dit complexe geheel van elkaar beïnvloedende culturen bleek de autochtoon (Andalusisch-)Spaanse cultuur een belangrijke organisatorische en bindende factor.

#### Feniciërs
Cádiz als Gadir rond 1100 v.Chr. door de Feniciërs gesticht, was en is een belangrijk centrum voor de ontwikkeling van flamencomuziek en andere Spaanse muziekgenres. De kringdansen die nog overal in Spanje worden uitgevoerd, lijken sterk op de dansen van de Feniciërs.

#### Grieken
Vanaf 550 v.Chr. heersten de Grieken over Zuid-Spanje. Potten uit deze tijd werden versierd met beelden van dansers met arm- en lichaamshoudingen gelijkend op die van tegenwoordige Spaanse dansers. Men ziet castañuelas-(castagnetten)-achtige instrumenten en handgeklap ter begeleiding van de dans. Veel Spaanse volksdansen zijn tot de Grieken te herleiden. Waarschijnlijk hebben zij de zogenaamde Frygische modus – ook wel zigeunertoonladder genoemd – in Spanje geïntroduceerd.

#### Romeinen
Tussen 201 v. Chr. en 406 n. Chr. maakte Spanje deel uit van het Romeinse Rijk. Romeinen noemden Cádiz Gades, haar inwoners Gaditani (nog steeds hun naam). De Romeinen roemden de liederen van Gades, de cantica gaditanae. De liederen en danseressen uit Cádiz, de puella Gaditana, dansend op ritmes van crotales (bronzen slag-castanuelas) en handgeklap, waren zeer populair in het oude Rome. Bijvoorbeeld de dichter Martialis noemde ze vaak in zijn verzen.
In de Villa Item (de Villa van de Mysteriën) in Pompeï vindt men een afbeelding van een naakte, dansende puella Gaditana met opgeheven armen, castagnetten in de handen, een houding die duidelijk gelijkenis vertoont met de houding van een moderne flamenco-danseres.
De Romeinen namen de kithera, verwant aan de citer, naar Spanje. De kithera ontwikkelde zich tot de guitarra latina (klein gitaarachtig instrument met vier paar dubbele snaren (koren)).
Verondersteld wordt dat de liederen uit Gades voorgangers van de Arabische jarchas en de zambras zijn, die in de Arabische cultuur werden opgenomen nadat Spanje werd bezet.

#### Visigoten
Aan het einde van hun heerschappij werden de Romeinen in Spanje belaagd door invallende barbaren, waaronder Vandalen. Ze sloten daarom een bondgenootschap met de Visigoten. Deze kregen steeds meer invloed en na 537 n.Chr. was het overgrote deel van het Iberisch Schiereiland in hun handen. De Visigoten waren eeuwenlang arianist, maar bekeerden zich uiteindelijk tot het katholicisme. Dit zou bepalend blijken voor de machtige positie die deze godsdienst in Spanje ging innemen. Op muzikaal-cultureel gebied was de invloed van de Visigoten niet groot.

#### Moren
Van alle oude culturen had de Moorse veruit de grootste invloed. De Moren (Arabieren, Syriërs en Berbers) vielen in 711 het Iberisch schiereiland binnen en veroverden binnen een jaar vrijwel het hele gebied (op een klein gedeelte in het noorden na,) met een relatief klein leger. Dit gebeurde deels met de medewerking van de autochtone inwoners, die hoopten dat de Moren een eind zouden maken aan de bestuurlijke willekeur en aan de anarchie die er al eeuwenlang heerste.
De Arabische cultuur heeft bijna 800 jaar standgehouden; officieel eindigde deze cultuur met de val van Granada (1492). Gedurende deze periode heeft de Arabische cultuur letterlijk op alle gebieden van Spanje een enorme invloed uitgeoefend. Hierbij lag de nadruk op het zuiden, in al-Andaluz (het land der Vandalen).
De Moren bleven altijd een relatief kleine minderheid in Spanje: al gauw vermengden zij zich met de lokale bevolking. Over een periode van drie eeuwen werd de overgrote meerderheid van de autochtone bevolking diepgaand geïslamiseerd en gearabiseerd: zogenaamde mozaraben of neo-moslims (muwalladûn). In het dagelijkse leven heerste er tweetaligheid: Arabisch (alleen hogere kringen) en Romaans.
Kort na de verovering werd al-Andaluz het culturele centrum van de westerse wereld. De moslims brachten wetenschap en kunst: poëzie, liederen en muziekinstrumenten zoals fluiten, drums en een luit-achtig instrument met drie, gedubbelde snaren, de guitarra morisca genoemd. Deze werd "plukkend" bespeeld en mogelijk is dit instrument de inspiratie geweest voor de omzetting van de dubbelsnarige (4 maal 2 snaren) guitarra ladina naar een enkelsnarig bespannen (vier enkele snaren) instrument in de 13e eeuw.

#### Ziryâb
De begaafde dichter-zanger-muzikant Ziryâb stichtte in Córdoba tijdens het bewind van Abd ar-Rahman II het eerste conservatorium ter wereld (± 800 n.Chr.), waar de Spaanse muziek nog generaties later door werd beïnvloed. Ook introduceerde Ziryâb de Perzische luit met 4 snaren in Spanje, die uiteindelijk zou evolueren tot de Spaanse gitaar. Men beschouwt hem als degene die de vijfde snaar aan dit instrument toevoegde.
Arabieren droegen bij aan emotionaliteit en gevoeligheidsbeleving van de Spaanse muziek. Geschriften uit deze periode beschrijven hoe zangers de mensen in het publiek dermate in vervoering brachten, dat zij onder de invloed van 'tarab' (het Arabisch equivalent van duende) kruiken op het hoofd stuksloegen, kleding verscheurden en over de grond rolden.
Veel liederen in Spaanse muziek en de flamenco dragen Arabische namen: zambra, zorongo, zarabanda en fandango. De term zambra werd gebruikt voor zowel de groepen musici als de samenkomsten waar zij speelden. In Granada noemen de Roma hun feesten nog steeds zambras, terwijl deze elders juergas worden genoemd.
Van de Arabische muziek uit deze lange periode ontbreekt een muziekschrift of muzikale notatie, zodat we niet precies weten hoe deze klonk. Men neemt aan dat er een gelijkenis bestaat met de muziek die nu in delen van Noord-Afrika en het Midden-Oosten gespeeld wordt. Ook flamenco vertoont overeenkomsten met deze muziek.

#### Noord-Afrikaanse muziek:Tarab Gharnati
In de zogenaamde Maghreb-landen (Marokko, Algerije, Tunesië en Libië) bestaat een traditie van Arabo-Andalusische muziek, die hier grond vond na de uitwijzing van de Moren na 1492. Een belangrijke stijl hiervan is de Tarab Gharnati, volgens orale traditie afkomstig uit Granada (Arabische Gharnata betekent "stijl van Granada"). Men vindt de Tarab Gharnati in Marokkaanse steden Oujda en de hoofdstad Rabat. Een andere naam voor deze stijl is felahikum, waarmee de cirkel rond is.

#### Moren verdreven
Christenen in Noord-Spanje ontwikkelden intussen eigen vormen van muziek. Reizende troubadours in de 12e en 13e eeuw zongen balladen, cantigas genoemd, die in volgende eeuwen evolueerden tot romances en villancicos (religieuze liederen worden nog als kerstliedjes gezongen).
De christenen bleven voortdurend de strijd met de Moren zoeken. Langzaamaan werden deze naar het zuiden verdrongen. In de 15e eeuw waren de Moren nagenoeg overal verdreven met uitzondering van Granada, dat uiteindelijk in 1492 viel. Spanje stond weer onder christelijke heerschappij.

#### Gitanos - Roma
Volgens de oudste bronnen kwamen in 1447 de eerste gitanos (aanvankelijk egyptanos genoemd), vermoedelijk via Egypte en Noord-Afrika, in Spanje aan. Ze maakten deel uit van de Roma, een nomadisch volk van Indiase oorsprong.
In 1514 bereikten andere groepen Roma, de cingaros via de Noord-Europese route, Barcelona. Zij werden ook wel flamencos (Vlamingen) genoemd. In de paar honderd jaar erna zouden er nog meer in Spanje arriveren. Tegenwoordig worden al deze Romanigroepen in het Spaans gitanos genoemd.
Dit volk – eigenlijk twee volkeren met dezelfde voorouders – had een uitgebreide traditie van muziek en dans, waarom ze al ver voor hun vertrek uit India bekend waren. Hun manier van dansen, in het bijzonder de arm- en handbewegingen, maar ook het voetenwerk is kenmerkend voor de Indiase kathak (dans) uit Noord-India. Opvallend is het verschil in gevoel van waarden: gitanos zagen voeten en benen als uiterst erotiserend. Hierdoor "vergaten" de vrouwen in hun dansen de voeten en werd sterk nadruk gelegd op prachtige heup-, torso-, arm- (braceo) en hand- (muñecas / rosas ) bewegingen, waarbij het gewoon was dat de vrouwen hun borsten vrijelijk lieten zien. Dit laatste werd door de Spanjaarden, die sterk beïnvloed waren door de puriteinse Moorse mores en de christelijke moraal, met afkeuring bezien. Flamenco verschilt van de kathak vooral in het feit dat flamenco niet verhalend is; Indiase dansen zijn veelal een soort toneelstukjes.

## Oorsprong

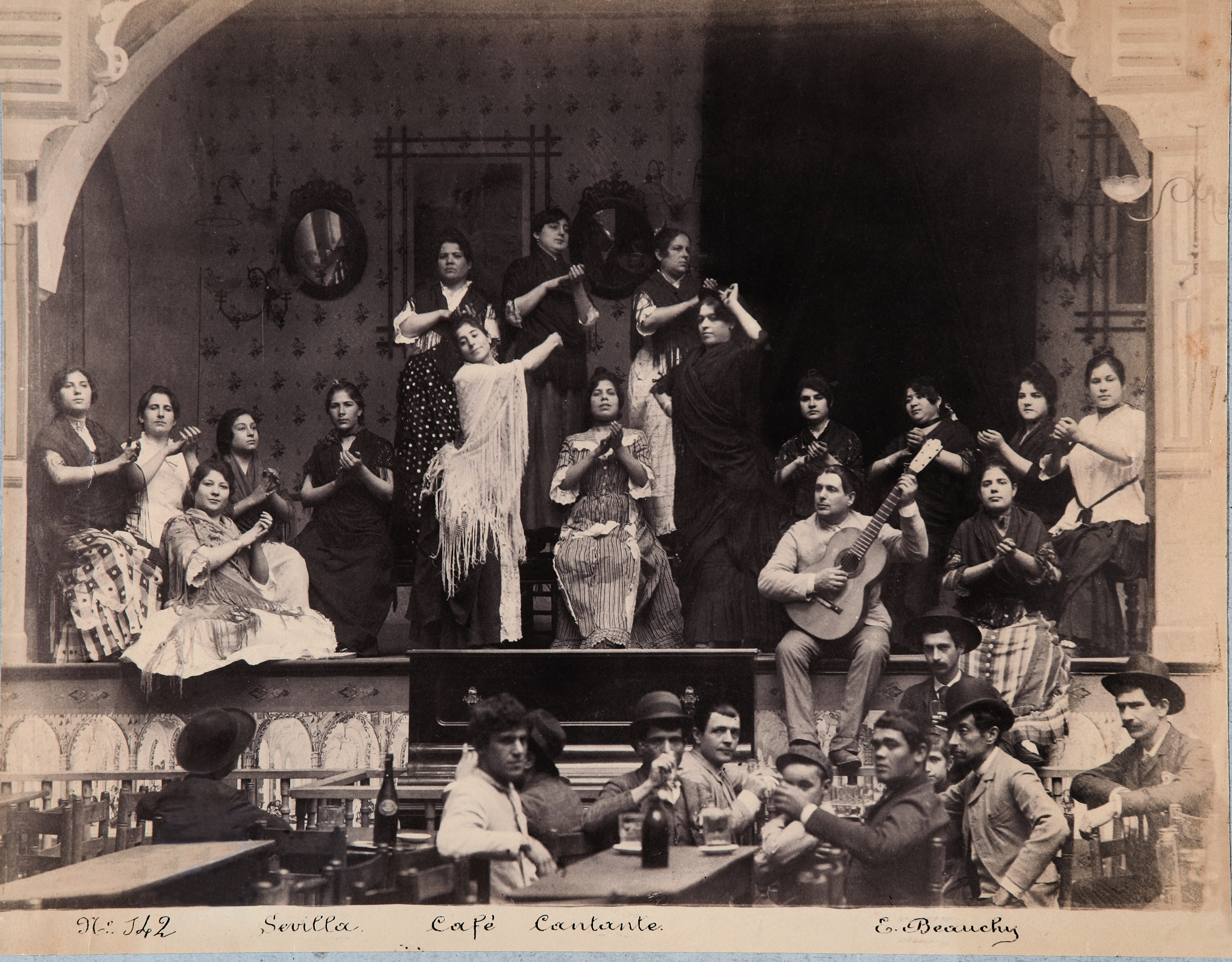
Albumineafdruk getiteld “Café cantante” — Sevilla (Spanje), circa 1888.

Volgens een wijdverbreid misverstand is flamenco een pure Romani-aangelegenheid. Ondanks de essentiële rol die zij hebben gespeeld in het ontstaan en de ontwikkeling van dit muziekgenre, draagt de flamenco de sporen van verschillende lokale culturele gemeenschappen, maar heeft daarentegen ook invloeden ondergaan van de algemene Spaanse cultuur. Pas rond het begin van de 19e eeuw had de nieuwe stroming zich zodanig ontwikkeld dat er van een nieuwe cultuurvorm sprake was. Romani hebben die stroming opgepakt en aangepast. Deels werd dit opgenomen door de niet-gitanos (payos). Toch is er nog steeds een verschil tussen gitanoflamenco en 'Spaanse' flamenco; gitanoflamenco is wat vrolijker en minder intellectueel (bulerías, alegrías) en Spaanse flamenco is wat 'cerebraler' en meer ingetogen (seguiriyas, soleares).
In Zuid-Spanje (Andalusië, Huelva, Extremadura en Murcia) is flamenco feitelijk een 'dagelijkse' aangelegenheid. Ten tijde van de dictatuur (1939-1975) van generaal Franco wás er ook weinig ruimte voor andere muziek in Spanje. Dit deels doordat de generalísimo Spanje hermetisch van de rest van de wereld afsloot, deels omdat de burgerbevolking – mede door de isolatie – van Spanje aanvankelijk uitermate arm was. Maar ook al ver voor de Burgeroorlog was het gros der Spanjaarden zeer arm (eigenlijk al ingezet met het verdrijven van de Moren in 1492). Hierdoor was flamenco de afgelopen 100 tot 150 jaar de enige uitlaatklep voor nagenoeg elke inwoner van (Zuid-)Spanje. Sommigen gingen – en gaan – daarin zover, dat de flamenco tot een levensstijl wordt. Deels is deze ook opgelegd uit armoede. Zij vormen daarbij de strijd tegen allerlei commerciële poespas: alleen de levensstijl van de flamenco geldt en zo wordt de flamencomuziek beleefd en doorleefd. Een aantal onder hen claimde (en claimt) een 'verfijnde' smaak in combinatie met een grote kennis van zaken en noemt zichzelf aficionados. Ook Romani hebben altijd bezit van (veel) aardse goederen 'veracht': derhalve voegen de twee flamencostromingen op dit 'bezit' aspect zich naadloos.

### Ontwikkeling
- Primitieve Periode (1800 – 1860) (La Etapa Primitiva)
- Klassieke Periode of de Periode van de Cafés Cantantes (1860 – 1920) (La Etapa Clásica o de los Cafés Cantantes)
- Periode van de Flamenco-opera (1920 – 1950) (La Etapa de la Ópera Flamenca)
- Periode van de Wedergeboorte (1950 – heden) (La Etapa de Renacimiento)

Meer recent kwamen bij al deze invloeden ook de Latijns-Amerikaanse en vooral Cubaanse muziek (cantes de ida y vuelta); zeer recentelijk de jazz, de pop, rock, de punk, hiphop en wereldmuziek. Al deze muzieksoorten hebben de verschillende muzikale flamencovormen belangrijk beïnvloed.

## Invloeden
De verschillende invloeden zijn moeilijk te achterhalen, omdat er altijd een soort kruisbestuiving geweest is: Romani en andere 'zwervenden' hebben uit vele verschillende bronnen hun muziek opgebouwd (Voor-Indië, Perzië). Die 'zwervenden' waren in vroeger tijden soms zelfs outlaws, gezocht door de Guardia Civil (burgerwacht, ooit opgericht om met name de grootgrondbezitters te beschermen, tegenwoordig omgebouwd tot de gerespecteerde Spaanse Politie) of wat daar voor doorging: in Zuid-Spanje heeft er sinds de vroegste tijden (Visigoten) tot vrij recent (±1975) een vorm van lijfeigenschap bestaan. Ook de dorpelingen en stedelingen in Zuid- Spanje hadden vele bronnen voor hun muziek (Joodse, Arabische, Moorse/Noord-Afrikaanse, Keltische invloeden, maar zeker ook Christelijke kerkelijke muziek).
Grote groepen gitano's wonen al sinds generaties in de steden - ofschoon ze altijd Romani bleven: ze vermengden zich maar weinig met de payo's. Toch beïnvloedde de muziek van de dorps- en stadsgitanos die van de andere stedelingen en dorpelingen en vice versa. Ook de rondtrekkende gitano's en andere 'vrijbuiters' gaven aan deze muziek eigen karakteristieken. De betekenis van plaatsen ziet men vandaag de dag terug in hun reputatie, die verbonden is met een bepaalde plaats (bijvoorbeeld Málaga om zijn Malagueñas, of Alósno in Huelva om zijn fandango's de Huelva, Granada om zijn Granaïna's en zo zijn er vele anderen te noemen).
Romani waren en zijn nog steeds een zeer belangrijke factor in de flamencomuziek, maar ook de (volks)muziek van de zuidelijke provincies in Spanje was en is belangrijk.
De oorsprong van de flamenco is onduidelijk, maar de Noord-Afrikaanse invloed en andere invloeden uit de regio's rond de Middellandse Zee zijn duidelijk aanwezig. De muziek combineert zang, dans en gitaarbegeleiding (zie flamencogitaar) en is gebaseerd op strakke ritmestructuren waarop geïmproviseerd kan worden. Die zijn soms zo ingewikkeld, dat er muzikanten zijn die zich op een van de ritmes specialiseren.

## Etymologie

### Inleiding
Over de herkomst van het woord en het begrip flamenco heeft de etymologie geen eenduidige verklaring. Het woord flamenco is ontstaan uit een mengeling van verwarring, onbekendheid en andere door elkaar heen lopende zaken van meer of mindere betekenis. Romani, Moren, Joden en uiteraard de Spanjaarden, allen hebben bijgedragen tot het ontstaan van flamenco.
Er bestaan over de oorsprong van het woord “flamenco” verschillende theorieën. De reden hiervoor is, dat Spanje altijd een kruispunt was waar hele volksstammen over elkaar heen spoelden. Elk volk had zijn eigen 'culturele waarden en normen', die konden botsen of mixen met de ideeën van de andere volken en de lokale cultuur.
In de poging tot verklaring van het woord flamenco is het lastig dat er vaak meerdere betekenissen, regelmatig met dubbele bodem, aan het woord kleven. Ook kreeg het woord flamenco er in de tijd verschillende connotaties bij, die tot op de dag van vandaag tot verwarring leiden. Daarbij bestonden en bestaan er allerlei foutieve uitgangspunten, gebaseerd op onvolledige kennis, die het verhaal extra compliceren en daarnaast wel vaste grond in de beleving van de Spanjaarden hebben gekregen.
Eeuwenlang was Spanje een uitgesproken arm land, waar analfabetisme en totale onwetendheid op grote schaal voorkwamen. Hierin kwam pas in de loop van de 20e eeuw verandering. Daardoor zijn er nauwelijks geschreven bronnen.
Om deze complexiteit enigszins begrijpelijk te maken, volgt hierna een kort exposé over onderwerpen die op het eerste gezicht niets met de etymologie te maken hebben.

### Theorieën
Pas in 1881 verscheen de eerste literatuur over flamenco. Over de oorsprong van het woord flamenco is weinig bekend en meestal wordt het woord vermeld als onderdeel van een reisverhaal of boek:
De Engels schrijver-reiziger George Borrow noteerde dat het woord flamenco en flamencos in Spanje werd gebruikt voor gitanos. Zij werden al langer zo genoemd, waarbij men veronderstelde dat de Romani uit Duitsland kwamen. Volgens Barlow werden germano en flamenco door de ongeletterden als synoniem gezien, 'uit dat verre noorden'. De muziek werd toen nog geen flamenco genoemd.
Twee groepen Romani kwamen bijna gelijktijdig in Spanje aan. De eerste groep waren de gitanos. De tweede groep waren de cingaros, komend via Oost- en Noord-Europa. Deze groep deed tijdens de omzwervingen de Balkan, Hongarije, Frankrijk, Duitsland en de Lage Landen aan. Dit zou de woorden germano (Duits) en flamenco (Vlaming) in relatie tot deze groep kunnen verklaren (zie taalkader). De cingaros arriveerden begin 16e eeuw in Spanje. Beide groepen Romani worden tegenwoordig gitanos genoemd.
In de 16e eeuw had de gemiddelde Spanjaard geen idee waar Vlaanderen of Duitsland lag. Beide gebiedsdelen werden verward en algemeen werd aangenomen dat gitanos uit Duitsland afkomstig waren. Zo ontstond de verwarring in betekenis: de gitanos werden flamencos genoemd. Germanico betekent 'Duits'. Het Caló, de oude taal van de gitanos, heet in het Spaans lenguaje germanesco. Lenguaje germanesco, ook wel palabra germanesca is vertaalbaar als 'dieventaal'.
Door de tijd en door omstandigheden krijgen woorden vaak een andere betekenis en in het geval van de gitanos vaak met een discriminatoire ondertoon. Vooral het deel van de Romani (gitanos) dat (nog steeds) een zwervend bestaan leidt in Spanje, stond al dan niet terecht als dieven en erger.
Er is veel speculatie over een Arabische oorsprong van "flamenco": de uitdrukking felah-mengu, zwervende, dolende boer (campesino errante) of gevluchte boer (campesino huido) zou als flamenco klinken. De Andalusische politicus-musicoloog en publicist Blas Infante veronderstelde dat deze uitdrukking werd gebruikt voor de uitgezette moren (moriscos expulsados), die zich na het einde van de Reconquista (1492) mengden met de lokale bevolking, in het bijzonder met een andere randgroep, de gitanos. Zo redenerend is flamenco dus "de muziek van de moriscos". Er zijn geen historische bronnen die deze hypothese steunen. Ten tijde van Blas Infante, de periode 1913 - 1936, was er een agrarische reformatie gaande, die de slechte situatie van vooral de dagloners in Andalucía aan de kaak stelde. Hierdoor lijkt deze uitleg meer van politiek-ideologische dan van historisch of musicologische waarde. In Marokko hoorde Padre García Barrioso gezangen van boeren, fellah-mangu genoemd;
Luis Antonio de Vega hoorde deze liederen ook, noemde ze: felahikum en felah-enkum.
De zogenaamde Maghreb-landen (Marokko, Algerije, Tunesië en Libië) kennen de traditie van Arabo-Andalusische muziek, die hier grond vond na de uitwijzing van de Moren na 1492. Een belangrijke stijl hiervan is de Tarab Gharnati, volgens orale traditie afkomstig uit Granada (Arabische Gharnata betekent "stijl van Granada"). Centrum van Tarab Gharnati zijn de Marokkaanse steden Oujda en de hoofdstad Rabat. Een andere naam voor deze stijl is felahikum, waarmee de cirkel rond is.
Een theorie is dat de naam "flamenco" werd gebruikt voor de gedeclameerde gezangen in de synagogen van de Judeos expulsados, verdreven Joden die na 1492 waren 'geëmigreerd' naar de lage landen (Vlaanderen). Men neemt aan dat deze naam achteraf werd gegeven, daar die Joden nooit meer terugkwamen in Spanje. De vraag is of het geheugen van ongeletterden zó sterk is dat zij zich na 100 - 150 jaar de gezangen nog herinneren. Deze theorie verdedigt de invloed van de gesproken (zingzeggen) liederen zoals dat gebeurde in de gebedshuizen van zowel de Joden als de Moren, en zo de voorlopers van de cante flamenco beïnvloedde. Ook vandaag hoort men soms een tekst onder begeleiding van een flamencogitaar meer gedeclameerd dan gezongen worden. Er waren en er zijn cantaores die meer ritmisch voordragen (declameren) dan zingen (bijvoorbeeld El Chanquete – Angel Rodriguez).
Onderzoeker Rodríguez Marín (1855-1943) vindt de oorsprong van het woord "flamenco" in de gelijkenis tussen het uiterlijk van een bonte zangvogel en het beeld van de artiest in vol ornaat, met kleding die typisch is voor de flamenco: een kort jacquet met bijpassende pantalon.
Een andere, vaak gebezigde verklaring is dat "flamenco" afkomstig is van de vergelijking met de vlammend roze vogel flamingo die in het Spaans ook flamenco heet. Het Spaanse "flamear" betekent zowel 'vlammen' als 'wapperen'. Bewijs voor deze verklaring denkt men te zien in de overeenkomst tussen de aanwezige kleuren: flamencodanseressen dragen een roze jurk, de kleur die men terugvindt bij de flamingovogel. Dit soort jurken werd echter pas in de loop van de 20e eeuw gebruikelijk; de naam flamenco is veel ouder. Verder is er een overeenkomst tussen het bewegingsgedrag van de dansers en de bewegingen van de vogel: de 'wapperende' armbewegingen van de dansers vertonen volgens sommigen een treffende gelijkenis met wapperende vleugels. Men kan in dit geval veronderstellen dat deze mensen hoofdzakelijk commerciële flamenco hebben gezien, daar de pure baile zich kenmerkt door gestileerde ingetogen hand-arm-bewegingen, die weinig met wapperen van doen hebben.
Koning Karel I van Spanje was onder andere graaf van Vlaanderen sinds 1506 en werd in 1516 gekroond tot koning van Spanje. Later werd hij ook keizer van het Heilige Roomse Rijk en is dan bekend als keizer Karel / Karl / Carlos V. Karel kwam uit Gent, in die tijd een rijke stad met een rijk Bourgondisch leven. Toen hij in 1516 in Granada arriveerde, was het leven daar sober en eenvoudig: Granada was de laatste stad waar nog, tot ze in 1492 veroverd werd door Isabel, de islamitische levensstijl gold. Ten tijde van Karel hing deze sfeer er nog, wat reden gaf om Latijnse zangers, 'cantores', uit Vlaanderen te halen om in de kerkkoren van de Spaanse kathedralen te zingen. Dit waren zeer goede zangers die Flamencos (Vlamingen) werden genoemd. Zo ontstond in het populaire taalgebruik de link tussen cantor en flamenco (komend uit Vlaanderen). Verder is er de gelijkenis tussen cantor (Latijnse zanger) en cantaor (flamencozanger).
Karel leefde er lustig op los, steeds hogere belastingen heffend. De Spanjaarden maakten hem uit voor Flamenco: Vlaming, met een negatieve bijklank. Hij was namelijk in Vlaanderen geboren en één betekenis van flamenco is: stoere, brutale, pocherige bink. Daarbij kwam dat de gitanos uit het noorden ongeveer tegelijk met Karel I in Spanje arriveerden. De gitanos, gewend als entertainers op te treden, kwamen al gauw aan het hof van Karel. Ook zij werden door de Spanjaarden ervaren als arrogant en brutaal. In de 18e eeuw is flamenco Bargoens voor arrogant, pocherig en pretentieus. De term was geworden tot een bijvoeglijk naamwoord dat specifiek gebruikt werd voor de gitanos, vanwege hun kenmerkende onstuimige en aanwezige karakter.

### Lijst van gerelateerde woorden en herkomsten
- Flamenco of flamenca komt van het Nederlandse Vlaming, inwoner van Vlaanderen. Vlaanderen is in het Spaans synoniem voor de Nederlanden, nemende het deel voor het geheel.
- Flamenco is de in Spanje gebruikte naam voor de flamingo, de roze vogel uit de Doñana, de Palmípeda Phoenoiccopterus Roseus;
- Flamenco wordt in Spanje gebruikt voor een persoon met een roze/blanke gezichtskleur, waarvan men aannam dat de inwoners van noordelijke landen die hadden;
- Flamenco wordt óók gebruikt voor vrouwen die met het gezicht in de zon waren geweest; gebruikt in de betekenis van bevallig; met een mooi voorkomen/uiterlijk; met een provocerend aspect, opwindende, 'Romani-achtige houding';
- Flamenco heeft relaties met Vlaanderen. Karel I haalde voor de koren in de kerken vele cantors uit Vlaanderen. Deze hadden de sympathie van de Spanjaarden en werden flamencos genoemd. Opvallend is ook de link tussen "cantor" (Latijnse zanger) en "cantaor" (flamenco-zanger);
- De naar Vlaanderen uitgeweken verdreven Joden werden herinnerd als een volk dat in zijn synagogen als ritueel gezang teksten reciteerde. Dit gold ook voor de Moren in hun moskeeën;
- In de aan Spanje tot 1648 gelieerde Vlaamse gebieden bestonden opvallende liederen die bekend stonden als “cantos de los flamencos” (Vlaamse gezangen). Mogelijk werden deze door dienstdoende Spaanse soldaten uit de lage landen meegenomen;
- De gemiddelde Spanjaard in de oude tijden had geen idee waar Vlaanderen en Duitsland lagen en verwarde beide gebiedsdelen. De gitanos, van wie verondersteld werd dat zij uit Duitsland/Vlaanderen kwamen, werden eigenlijk "per abuis" flamencos genoemd, waarmee een hardnekkige naamsverwarring in de taal sloop;
- Na de expulsatie van 1492 waren veel arme Moorse boeren, sinds generaties in Spanje levend, aan het zwerven geslagen. Ze konden hun geloof niet afzweren en hadden ook geen mogelijkheid terug te keren naar hun voorvaderlijk moederland (Marokko). Zij werden felah-mengu, zwervende, dolende of gevluchte boer genoemd.
- Het woord flamenco werd verbonden aan een bepaalde, vrije levensstijl. Spanje had eeuwenlang een zeer grote, arme onderklasse. Spaanse wetten waren er hoofdzakelijk ter bescherming van goederen van de heersende klasse. De armen hadden rechten noch bezit, er restte hun niets anders dan uit stelen en roven te gaan. Hierdoor zwierven er grote groepen vogelvrije 'bandieten' over het schiereiland. Zowel de zwervende Moorse boeren als de gitanos sloten zich bij hen aan. Aan het eind van de 18e eeuw vestigt een groot aantal zwervenden zich in de buitenwijken van de steden. Zo ontstaat een amalgaam van culturen, waaruit door de eeuwen heen zich ontwikkelde wat wij nu 'de flamenco' noemen.
- Maar ook in de steden ontwikkelt zich de flamenco. Ook daar zijn verschillende stromingen. De "geletterde" burgerij heeft een meer intellectuele flamencovorm. Ook zijn er stromingen welke een meer religieuze inslag vertegenwoordigen. Dan zijn er in de steden de gitanos, afstammend van de egyptanos, die sinds hun aankomst vroeg in de 15e eeuw zich al in de steden en dorpen vestigden en hun eigen flamencomuziek kenden.
- Het woord flamenco werd waarschijnlijk voor het eerst in 1774 vermeld als cultuurvorm in het boek Cartas Marruecas van José Cadalso. In 1870 wordt flamenco uiteindelijk algemeen toegepast als begrip voor een bundeling van karakteristieke expressievormen (zang, gitaarmuziek en dans), specifiek geworteld in Andalucía. De basis van deze uiteindelijke uitleg is onzeker, hoewel de theorieën overtuigend consistent wijzen op een voortzetting van logische betekenissen waardoor het woord zijn uiteindelijke primaire afleiding verwerft.[8]

## Categorieën
De flamencomuziek wordt ingedeeld in drie categorieën: cante jondo of grande, cante intermedio en cante chico. Elk van de drie categorieën omvat weer verschillende vormen, elk met een eigen karakter (ritme, vaak in twaalf-achtste maat met ingewikkelde tussenaccenten) en toonsoort:
| Cante grande - Soleares - Siguiryas - Tonás - Martinetes | Cante intermedio - Tientos - Tarantas - Tarantos - Peteneras - Granainas | Cante chico - Alegrías - Bulerías - Tanguillos - Tangos (4/4 maat) - Fandangos - Fandangos de Huelva - Malagueñas - Verdiales - Farruca - Garrotín - Rumba |

De vormen Rondeñas en Zapateados (4/4 maat, eigenlijk klassieke muziek die tot volksmuziek werd, een showcase voor de dansers met bijzonder voetenwerk) worden niet gezongen en vallen dus buiten de indeling van de cante.